# 大河镇 (张北县)
大河乡，是中华人民共和国河北省张家口张北县下辖的一个乡镇级行政单位。

## 行政区划
大河乡下辖以下地区：
大河村、石湾子村、石盖梁村、北房子村、小河子村、面草沟村、盘长河村、鹿尾沟村、张明村、水官坊村、狼窝沟村、公沟村、大艾蒿沟村、小艾蒿沟村、班青村、黑地沟村、中华村、米家沟村、高皮房村和大羊盘村。